# Ossicaulis
Ossicaulis is een geslacht van schimmels behorend tot de familie Lyophyllaceae. De typesoort is de fraaie houttrechterzwam (Ossicaulis lignatilis).

## Soorten
Volgens Index Fungorum telt het geslacht drie soorten (peildatum januari 2022):
| Soortnaam                                       | Auteur(s)                        | Publicatiejaar |
| ----------------------------------------------- | -------------------------------- | -------------- |
| Ossicaulis lignatilis (Fraaie houttrechterzwam) | (Pers.) Redhead & Ginns          | 1985           |
| Ossicaulis salomii                              | Siquier & Bellanger              | 2019           |
| Ossicaulis yunnanensis                          | L.P. Tang, N.K. Zeng & S.D. Yang | 2017           |